# Imn național
Imnul național este o compoziție muzicală care aduce în prim plan istoria, tradițiile și reușitele unei națiuni, și este recunoscut ori de către guvern în mod oficial, ori neoficial, de către persoanele care îl folosesc, prin convenție. Majoritatea imnurilor naționale sunt marșuri sau imnuri în stil. Țările din America Latină, Asia Centrală și Europa tind spre piesele mai ornamentate și mai de operă, în timp ce cele din Orientul Mijlociu, Oceania, Africa și Caraibe folosesc o fanfară mai simplistă. Unele țări care sunt transferate în mai multe state constitutive au propriile lor compoziții muzicale oficiale (cum ar fi cu Regatul Unit, Federația Rusă și fosta Uniune Sovietică); cântecele electorale ale acestora sunt uneori numite imnuri naționale, chiar dacă nu sunt state suverane.

## Istoric
Imnurile naționale au crescut la proeminență în Europa în secolul al XIX-lea, dar unele au provenit mult mai devreme. Imnul național presupus mai vechi aparține Țărilor de Jos și se numește "Wilhelmus". A fost scris între 1568 și 1572 în timpul Revoltei olandeze, iar varianta melodică actuală a fost compusă cu puțin timp înainte de 1626. A fost un marș popular orangist în secolul al XVII-lea, dar nu a devenit imnul național oficial olandez până în 1932.
Imnul național japonez, "Kimigayo", are cele mai vechi versuri, care au fost preluate dintr-o poezie Heian (794-1185), dar nu a fost pusă pe muzică până în 1880.